# Naftalè
El naftalè o naftalé, també conegut com a naftalina o biciclo[4.4.0]deca-1,3,5,7,9-pentaè, és un hidrocarbur sòlid de color blanc cristal·lí amb la fórmula C10H₈ i l'estructura de dos anells de benzè fusionats. La seva funció més coneguda és com a ingredient principal de les boles de naftalina contra les arnes de la roba. És volàtil i forma un vapor inflamable que ràpidament es sublima a temperatura ambient fent una olor característica que es detecta a tan baixa concentració com és 0.08 ppm per massa.

## Història
Entre 1819 i 1820, dos químics van informar d'haver obtingut un sòlid olorós derivat de la destil·lació del quitrà del carbó. El 1821 John Kidd va descriure moltes de les propietats d'aquesta substància i proposà dir-li naftalina per haver-se obtingut de la nafta un terme ampli per productes del carbó volàtils. La fórmula química de la naftalina va ser determinada per Michael Faraday el 1826. L'estructura de dos anells de benzè fusionats va ser proposada per Emil Erlenmeyer el 1866, i confirmada per Carl Gräbe tres anys després.

## Estructura i reactivitat
En química orgànica els anells estan fusionats si comparteixen dos o més àtoms. Per això el naftalè està classificat com un hidrocarbur aromàtic policíclic benzenoid.
A diferència del benzè, els enllaços de carboni no són de la mateixa longitud, per això té tres estructures de ressonància.

El naftalè reacciona sota condicions més suaus que el benzè.

## Producció
El naftalè abunda en quitrà de carbó i representa un 10% del seu pes. També s'extrau del petroli.

## En la natura
Traces de naftalè es produeixen en les flors de magnòlia i certes espècies de cérvols, com també en el tèrmit subterrani de Formosa, possiblement produït com repel·lent de formigues, fongs i nematodes. Algunes soques de fongs endofítics com Muscodor albus fan anftalè entre molts altres compostos volàtils, mentre Muscodor vitigenus produeix naftalè quasi exclusivament.
El naftalè s'ha trobat en meteorits a la superfície de la Terra. També s'ha trobat en el medi interestel·lar cap a l'estrella Cernis 52 de la constel·lació Perseu.

## Usos
- Com a precursor químic per a fer pigments, gomes i altres compostos químics
- Sulfonació amb àcid sulfúric i naftalè.

H
2SO
4 + C
10H
8 → C
10H
7-SO
3H + H
2O
- Polimerització amb àcid naftasulfònic i formaldehid.

C
10H
7-SO
3H + CH
2=O → SO
3H-C
10H
7-(-CH
2-C
10H
7-SO
3H)
n + H
2SO
4
- Neutralització àcid sulfònic naftalènic i hidròxid de sodi.

C
10H
7-SO
3H-(C
10H
7-SO
3H)
n + NaOH → C
10H
7-SO
3Na-(C
10H
7-SO
3Na)
n + H
2O + Na
2SO
4
- Agent mullant no detergent principalment a l'agricultura i el tèxtil.
- Com fumigant en boles de naftalina però actualment substituït per derivats del benzè
- Per efectes especials en pirotècnia

## Efectes sobre la salut
L'exposició a grans quantitats de naftalè poden perjudicar o destruir les cèl·lules roges de la sang especialment en infants que desenvolupen una anèmia hemolítica després d'ingerir les boles o altres productes amb naftalina.